# Varghese Chakkalakal
Varghese Chakkalakal (sinh 1953) là một Giám mục người Ấn Độ của Giáo hội Công giáo Rôma. Ông hiện là Giám mục chính tòa Giáo phận Calicut. Ông cũng nguyên là Giám mục chính tòa và Giám quản Tông Tòa Giáo phận Kannur và Tổng Thư kí Hội đồng Giám mục Ấn Độ.

## Tiẻu sử
Giám mục Varghese Chakkalakal sinh ngày 7 tháng 2 năm 1953, tại Malapallipuram, thuộc Ấn Độ. Sau qúa trình tu học daì hạn tại các chủng viện theo quy định của Giáo luật, ngày 2 tháng 4 năm 1981, Phó tế Chakkalakal, 28 tuổi, tiến đến việc được truyền chức linh mục. Tân linh mục trở thành thành viên linh mục đoàn Giáo phận Calicut.
Sau hơn 15 năm thực hiện các công việc mục vụ trên cương vị là một linh mục, ngày 5 tháng 11 năm 1998, Tòa Thánh loan báo việc Giáo hoàng đã xác nhận việc tuyển chọn bổ sung linh mục Varghese Chakkalakal, 45 tuổi vào hàng ngũ các giám mục Công giáo Hoàn vũ, với vị trí là Giám mục chính tòa Giáo phận Kannur. Lễ tấn phong cho vị tân chức đã được tổ chức sau đó vào ngày 7 tháng 2 năm 1999, với phần nghi thức chính yếu do 3 giáo sĩ cấp cao cử hành. Chủ phong cho vị tân chức là Tổng giám mục Daniel Acharuparambil, O.C.D, Tổng giám mục Tổng giáo phận Verapoly. Hai vị khác với vai trò phụ phong gồm có Giám mục Francis Kallarakal, Giám mục chính tòa Giáo phận Kottapuram và Giám mục Maxwell Valentine Noronha, Giám mục chính tòa Giáo phận Calicut. Tân giám mục chọn cho mình châm ngôn:According to your will.
Mười ba năm trên cương vị người đứng đầu Giáo phận Kannur của Giám mục Chakkalakal chấm dứt ngày 15 tháng 5 năm 2012, khi Gióa hoàng đã quyết định thuyên chuyển ông về làm Giám mục Chính toà Giáo phận Calicut, đồng thời kiêm nhiệm thêm vị trí Giám quản Tông Tòa Giáo phận Kannur, nơi ông vừa chuyển đi. Nhiệm vụ giám quản của ông chấm dứt vào ngày 23 tháng 3 năm 2014.
Ngoài các nhiệm vụ chính thức từ phía Tòa Thánh bổ nhiệm, Giám mục Varghese Chakkalakal còn đảm nhiệm thêm vị trí Tổng Thư kí Hội đồng Giám mục Ấn Độ từ ngày 17 tháng 8 năm 2013 đến ngày 6 tháng 2 năm 2017.